# Pentti Airikkala
Pentti Airikkala, né le 4 septembre 1945 à Helsinki et décédé le 30 septembre 2009 à Bray (Berkshire), est ancien pilote de rallye finlandais, vainqueur du Rallye de Grande-Bretagne en 1989 (à 44 ans et 80 jours - 3e plus vieux vainqueur d'une épreuve mondiale-, en partie du fait d'un long résidanat dans la région britannique de cette course), sur Mitsubishi Galant VR-4 (copilote Ronan McNamee).
Il a concouru dans le championnat WRC de 1973 à 1990, ainsi qu'en 2003, durant 37 courses, inscrivant 102 points, pour 147 spéciales remportées.
Il fut pilote officiel successivement pour Vauxhall, Rothmans Ford, Mitsubishi Ralliart, Martini Lancia, Nissan, et Q8 Team Ford.
Après 1990, il ouvrit avec succès une école de conduite britannique, qui accueillit entre autres en son sein Colin McRae et Richard Burns, dans le comté d'Oxford.

## Titres
- Champion d'Angleterre des rallyes (BRC): 1979 (copilote son compatriote Risto Virtanen, sur Vauxhall Chevette HSR);
- Champion de Finlande des rallyes du Groupe 1: 1974 (copilote son compatriote Heikki Haaksiala, sur Alfa Romeo, Vauxhall, et Opel).

## Victoire en WRC
| # | Course                        | Année | Copilote      | Voiture                |
| - | ----------------------------- | ----- | ------------- | ---------------------- |
| 1 | 38e Rallye de Grande-Bretagne | 1989  | Ronan McNamee | Mitsubishi Galant VR-4 |

- - 2e du rallye de Finlande en 1976;
  - 2e du rallye d'Écosse en 1978;
  - 3e du rallye de Finlande en 1978;
  - 3e du rallye de Suède en 1979;
  - 3e du rallye de Suède en 1981;
  - 3e du rallye de Finlande en 1982.

## Autres victoires
- Rallye Audi Sport: 1977 (copilote Jon Gittins) et 1978 (copilote Mike Nicholson)[1];
- Circuit d'Irlande: 1979, avec Risto Virtanen, sur Vauxhall Chevette HS;
- Rallye Hanki: 1978, avec Risto Virtanen, sur Vauxhall Chevette HS.

## Autres titres
- Champion de Grande-Bretagne des rallyes en 1979.